# Кастелучо (Пескара)
Кастелучо (итал. Castelluccio) је насеље у Италији у округу Пескара, региону Абруцо.
Према процени из 2011. у насељу је живело 28 становника. Насеље се налази на надморској висини од 62 м.